# Mialgia
Mialgia, inaczej mięśnioból lub ból mięśniowy to objaw chorobowy polegający na ostrym lub przewlekłym bólu, który odczuwany jest miejscowo lub w sposób uogólniony. Mięśnioból może mieć wiele przyczyn, i niekiedy może wskazywać na chorobę układu nerwowego, infekcję lub chorobę ogólnoustrojową.
Najczęstsze przyczyny bólu mięśni:
- przeciążenie, urazy i naciągnięcie mięśnia
- w trakcie i po kurczu mięśnia
- zaburzenia metaboliczne
- niedobory pokarmowe
- fibromialgia
- zespół przewlekłego zmęczenia
- zapalenie
- rabdomioliza
- polimialgia reumatyczna
- infekcje
- zatrucia
- zaburzenia hormonalne
- choroby tkanki łącznej
- talasemia

Podział bólów mięśni:
- uogólnione i miejscowe
- ostre i przewlekłe
- pierwotne i wtórne